# Falilat Ogunkoya
Falilat Ogunkoya (5 december 1968) is een atleet uit Nigeria.
Ogunkoya nam deel aan drie Olympische Zomerspelen, waarbij ze in 1996 twee medailles haalde.
In 1988 nam ze deel aan de Olympische Zomerspelen van Seoul op de onderdelen 200 meter en 4x400 meter estafette.
In 1996 nam Ogunkoya voor Nigeria deel aan de Olympische Zomerspelen van Atlanta, waar ze een bronzen medaille behaalde op de 400 meter en een zilveren medaille op de 4x400 meter estafette.
Op de Olympische Zomerspelen van Sydney in 2000 nam ze deel aan de onderdelen 400 meter en 4x400 meter estafette.
- World Athletics: 14292474